# U.S. Men's Clay Court Championships 2005
L'U.S. Men's Clay Court Championships 2005 è stato un torneo di tennis giocato sulla terra rossa. È stata la 95ª edizione del U.S. Men's Clay Court Championships, che fa parte della categoria International Series nell'ambito dell'ATP Tour 2005. Si è giocato al Westside Tennis Club di Houston in Texas negli Stati Uniti dal 18 al 25 aprile 2005.

## Campioni

### Singolare
Andy Roddick ha battuto in finale  Sébastien Grosjean con il punteggio di 6–2, 6–2

### Doppio
Mark Knowles /  Daniel Nestor hanno battuto in finale  Martín García /  Luis Horna con il punteggio di 6–3, 6–4